# سقف بدهی
سقف بدهی یک مکانیسم قانونی است که کل مبلغی را که یک کشور می‌تواند وام بگیرد یا میزان بدهی مجاز به آن را محدود می‌کند. چندین کشور قوانینی برای محدودیت بدهی دارند.

## شرح
محدودیت بدهی یک مکانیسم قانونی است که کل مبلغی را که یک کشور می‌تواند وام بگیرد یا میزان بدهی مجاز به آن را محدود می‌کند. معمولاً به عنوان درصد تولید ناخالص داخلی تعیین می‌شود، اما در موارد معدودی به صورت یک مقدار مطلق (مثلاً ۲۰۰ میلیارد دلار) تعیین می‌شود.
چندین کشور قوانین محدودکننده بدهی دارند.
فقط دانمارک و ایالات متحده دارای سقف بدهی هستند که به جای درصدی از تولید ناخالص داخلی، مقدار مطلق تعیین شده‌است. کنگره ایالات متحده استفاده از این اقدام را در سال ۱۹۱۷ آغاز کرد و در سال ۱۹۳۹ قانون تأمین مالی را اصلاح کرد تا به خزانه داری انعطاف بیشتری در صدور بدهی بدهد. در دانمارک، زمانی که مسئولیت روزانه بدهی عمومی از وزارت دارایی به بانک ملی منتقل شد، در سال ۱۹۹۳ به عنوان چشم پوشی از قانون اساسی، سقف بدهی ضروری شد. این به عنوان یک تشریفات قانونی در نظر گرفته می‌شود و در نتیجه یک اجماع گسترده در پارلمان دانمارک این حد را بسیار بالاتر از بدهی واقعی تعیین کرده‌است.
محدودیت‌ها به عنوان درصدی از تولید ناخالص داخلی گسترده‌تر است. لهستان دارای محدودیت قانون اساسی برای بدهی عمومی است که ۶۰ درصد تولید ناخالص داخلی تعیین شده‌است. نمونه‌هایی از کشورهای دیگر که محدودیت بدهی به عنوان درصد تولید ناخالص داخلی دارند عبارتند از: کنیا، مالزی، نامیبیا و پاکستان. به عنوان بخشی از معاهده ماستریخت، کشورهای عضو اتحادیه اروپا متعهد شدند که بدهی عمومی را زیر ۶۰ درصد تولید ناخالص داخلی و کسری سالانه زیر ۳ درصد نگه دارند. با این حال، چندین کشور اتحادیه اروپا از محدودیت‌ها فراتر رفته‌اند و بازنگری در قوانین، برنامه‌ریزی شده‌است.
بین سال‌های ۲۰۰۷ تا ۲۰۱۳، استرالیا سقف بدهی داشت که میزان وام گرفتن دولت استرالیا را محدود می‌کرد. سقف بدهی در بخش 5 (1) قانون سهام مشترک المنافع 1911 تا زمان لغو آن در ۱۰ دسامبر ۲۰۱۳ وجود داشت. محدودیت قانونی در سال ۲۰۰۷ توسط دولت راد ایجاد شد و ۷۵ میلیارد دلار تعیین شد. در سال ۲۰۰۹ به ۲۰۰ میلیارد دلار افزایش یافت. با حمایت سبزهای استرالیا، دولت ابوت سقف بدهی را به دلیل مخالفت حزب کارگر استرالیا لغو کرد.